# Eatonina
Eatonina (Thiele, 1912) è un genere di molluschi gasteropodi della sottoclasse Caenogastropoda.

## Descrizione
Eatonina hanno gusci minuti di forma ovata o ovato-conica, da non ombelicato a strettamente ombelicato, liscio tranne che per le linee di crescita assiali e solchi a spirale solitamente indistinti, o con chiglie a spirale, con spirale del corpo arrotondata e guglie da debolmente a fortemente convesse. Protoconca a forma di cupola, liscia, di meno di 2 spire. Apertura da subcircolare a circolare con labbro interno da piuttosto stretto a moderatamente largo, che si fonde con la columella debolmente e uniformemente concava. Opercolo spesso, giallastro, trasparente, generalmente con cresta interna longitudinale; piolo forte, diritto, corto, solitamente scanalato.
Radula taenioglossa con denti centrali di dimensioni moderate, ciascuno recante cuspidi da piccole a minute con ispessimenti laterali simili a pieghe e con o senza denticoli sulla faccia interna. Denti laterali grandi, da approssimativamente rettangolari a quasi triangolari, taglienti lunghi, diritti o leggermente incavati, con cuspidi spesso plurime, spesso da 1 a 3 volte più grandi del resto. Denti marginali interni ciascuno curvo, semplice tranne che per grandi cuspidi sul tagliente distale e di solito con 1-2 protuberanze simili a pioli sporgenti dalla metà prossimale del dente su cui poggia il dente marginale esterno. Denti marginali esterni corti, da uni a multicuspide, con basi relativamente larghe.
Testa e anatomia sono quelle tipiche della famiglia.
Eatonina vivono in acque poco profonde di Sudafrica, coste occidentali del Nord America e del Sud America, Nuova Zelanda, Australia e Indo-Pacifico tropicale.
In genera la storia fossile di questo genere è poco nota in quanto pochi cingulopsidi fossili possono essere identificati con certezza a causa della mancanza di caratteri di conchiglia definitivi. Fossili di Eatonina (Mistostigma) punctulum si trovano nel Pliocene della California. In Italia fossili di Eatonina fuscoelongata sono stati rinvenuti nel giacimento pliocenico conosciuto con il nome di “spungone”, posto presso Faenza, fra le vallate del torrente Marzeno e del fiume Savio.

## Tassonomia

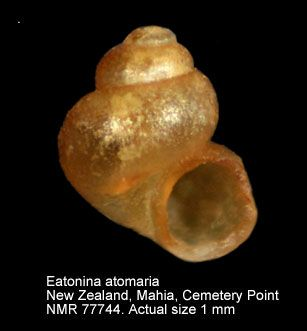
Eatonina atomaria

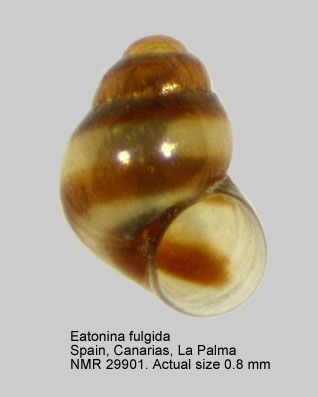
Eatonina fulgida

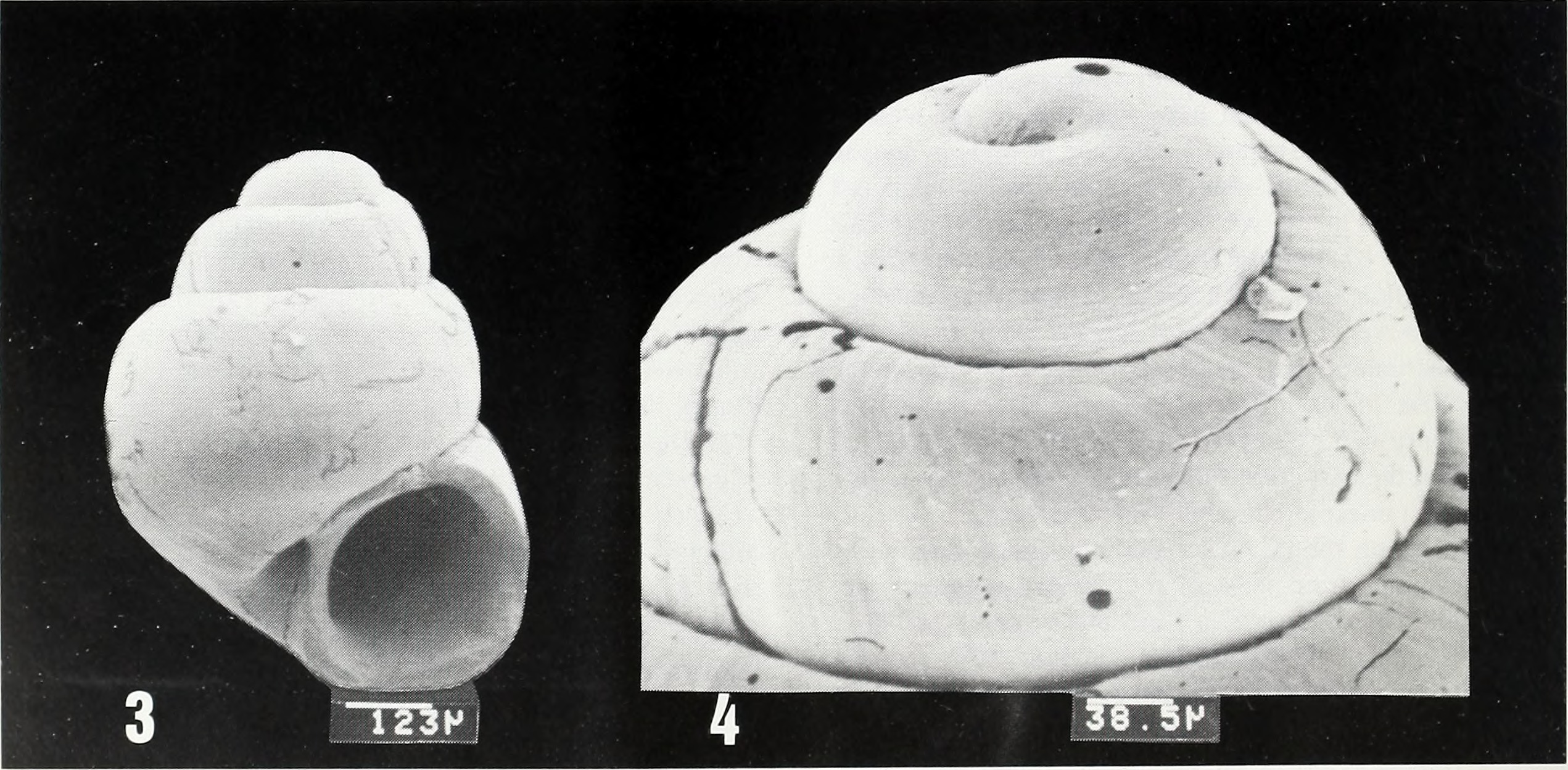
Eatonina laurensi

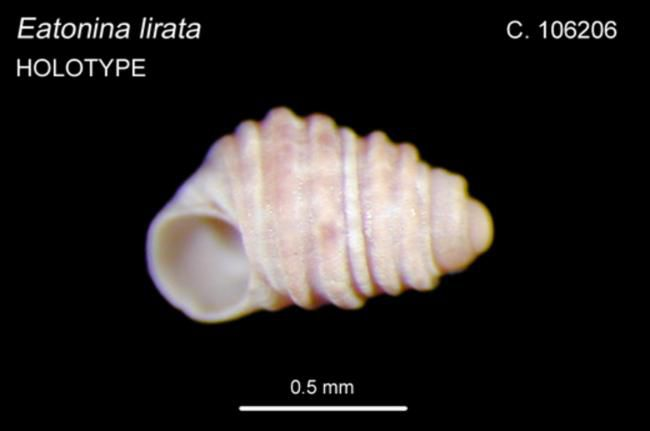
Eatonina lirata

Il nome Eatonina venne introdotto da Johannes Thiele per una nuova specie (Eatonina pusilla) proveniente da Simons Bay, in Sud Africa. L'olotipo andò completamente distrutto dalla corrosione e non si riuscì a localizzare altri esemplari di questa specie nel Museo di storia naturale della Università Humboldt di Berlino, sebbene Thiele affermasse che nel lotto originale ci fossero diversi esemplari.
Le figure e la descrizione originali di Thiele, tuttavia, consentirono di riconoscere E. pusilla con ragionevole certezza che sembra essere sinonimo di Barleeia smithi Bartsch, 1915.
Il genere Eatonina conta 40 specie riconosciute:
- Specie Eatonina albachiarae Perugia, 2011
- Specie Eatonina ardeae Ponder & Yoo, 1981
- Specie Eatonina atomaria (Powell, 1933)
- Specie Eatonina capricornea (Hedley, 1907)
- Specie Eatonina caribaea (Faber, 2005)
- Specie Eatonina colorata Ponder & Yoo, 1981
- Specie Eatonina condita Ponder & Yoo, 1981
- Specie Eatonina cossurae (Calcara, 1841)
- Specie Eatonina crassicarinata (Powell, 1937)
- Specie Eatonina dilecta (W. H. Turton, 1932)
- Specie Eatonina fulgida (J. Adams, 1797)
- Specie Eatonina fulvicolumella Ponder & Yoo, 1981
- Specie Eatonina fusca (d'Orbigny, 1840)
- Specie Eatonina fuscoelongata Rolán & Hernández, 2006
- Specie Eatonina halia (Bartsch, 1915)
- Specie Eatonina hedleyi Ponder & Yoo, 1981
- Specie Eatonina heliciformis Ponder & Yoo, 1981
- Specie Eatonina hutchingsae Ponder & Yoo, 1981
- Specie Eatonina kitanagato H. Fukuda, Nakamura & Yamashita, 1998
- Specie Eatonina lactea Ponder & Yoo, 1981
- Specie Eatonina laurensi Moolenbeek & Faber, 1991
- Specie Eatonina lirata Ponder & Yoo, 1981
- Specie Eatonina lunata (Laseron, 1956)
- Specie Eatonina maculosa Ponder, 1965
- Specie Eatonina maickeli Rolán & Fernández-Garcés, 2015
- Specie Eatonina martae Rolán & Templado, 1993
- Specie Eatonina matildae Rubio & Rodriguez Babio, 1996
- Specie Eatonina micans (Webster, 1905)
- Specie Eatonina ochroleuca (Brusina, 1869)
- Specie Eatonina ordofasciarum Rolán & Hernández, 2006
- Specie Eatonina pulicaria (P. Fischer, 1873)
- Specie Eatonina pumila (Monterosato, 1884)
- Specie Eatonina pusilla (Thiele, 1912)
- Specie Eatonina rubicunda Ponder & Yoo, 1981
- Specie Eatonina rubrilabiata Ponder & Yoo, 1981
- Specie Eatonina sanguinolenta Ponder & Yoo, 1981
- Specie Eatonina shirleyae Ponder & Yoo, 1981
- Specie Eatonina striata Ponder & Yoo, 1981
- Specie Eatonina subflavescens (Iredale, 1915)
- Specie Eatonina vermeuleni Moolenbeek, 1986